# عون بن جعفر
عون بن جعفر (ولد في 1895 ومات في 1962) هو داتو وسياسي ملايوي ثوري، وابنه داتوك حسين هو أحد رؤساء وزراء ماليزيا.

## مقاومة الاستعمار
أسس الداتو عون في سنة 1951 للميلاد (سنة 1370 للهجرة) المنظمة الوطنية الملايوية إلا أن الداتو عون انفصل عنها ليؤسس حزب استقلال الملايو في السنة التي لحقتها، وذلك لرغبته في الانفتاح على الهنود والصينيين.

## روابط خارجية
- عون بن جعفر على موقع الموسوعة البريطانية (الإنجليزية)